# Cinnamomum trichophyllum
Cinnamomum trichophyllum là loài thực vật có hoa trong họ Nguyệt quế. Loài này được Quisumb. & Merr. miêu tả khoa học đầu tiên năm 1928.